# Bryden Hattie
Bryden Hattie (Victoria, 7 de septiembre de 2001) es un clavadista canadiense, representante de su país en Juegos Olímpicos de la Juventud, Juegos Panamericanos y Juegos de la Mancomunidad.

## Biografía
Nació en 2001 en Victoria (Columbia Británica). Su entrenador es Tommy McLeod, realizó sus estudios secundarios en la Escuela Secundaria Claremont, y desde 2020 estudia publicidad y negocios en la Universidad de Tennessee.
En mayo de 2022 se convirtió en campeón canadiense de salto en trampolín de 3 metros, y al mes siguiente obtuvo la medalla de oro junto a Margo Erlam en el salto de 10 metros sincronizado mixto en el FINA Grand Prix de Saltos realizado en Calgary.
Hattie es abiertamente gay; en los Juegos de la Mancomunidad de 2022, realizados en Birmingham, Hattie formó parte de la Casa del Orgullo que se instaló para recibir a deportistas LGBT. En los Juegos Panamericanos de 2023, realizados en Santiago de Chile, adquirió popularidad gracias a sus videos en redes sociales —especialmente en TikTok—, participando en algunos de ellos con el clavadista estadounidense Tyler Downs.

## Palmarés
| Juegos Olímpicos de la Juventud | Juegos Olímpicos de la Juventud | Juegos Olímpicos de la Juventud | Juegos Olímpicos de la Juventud |
| Año                             | Lugar                           | Posición                        | Prueba                          |
| ------------------------------- | ------------------------------- | ------------------------------- | ------------------------------- |
| 2018                            | Buenos Aires (Argentina)        | 8°                              | Trampolín 3 m                   |
| 2018                            | Buenos Aires (Argentina)        | 9°                              | Plataforma 10 m                 |
| 2018                            | Buenos Aires (Argentina)        | 5°                              | Equipo mixto 3 m                |
| Juegos de la Mancomunidad       |                                 |                                 |                                 |
| Año                             | Lugar                           | Posición                        | Prueba                          |
| 2018                            | Gold Coast (Australia)          | 6°                              | Plataforma 10 m                 |
| Mundial de Natación             |                                 |                                 |                                 |
| Año                             | Lugar                           | Posición                        | Prueba                          |
| 2019                            | Gwangju (Corea del Sur)         | 20° (preliminar)                | Plataforma 10 m                 |
| FINA Grand Prix de Saltos       |                                 |                                 |                                 |
| Año                             | Lugar                           | Posición                        | Prueba                          |
| 2022                            | Calgary (Canadá)                | Medalla de oro                  | Mixto 10 m sincronizado         |
| Juegos Panamericanos            |                                 |                                 |                                 |
| Año                             | Lugar                           | Posición                        | Prueba                          |
| 2023                            | Santiago (Chile)                | 10°                             | Trampolín 3 m                   |